# Praga Alfa
Der Praga Alfa wurde von 1913 bis 1942 in etlichen Varianten gebaut. Ursprünglich ein Kleinwagen, wuchs er später zu einem respektablen Mittelklassewagen.

## Varianten

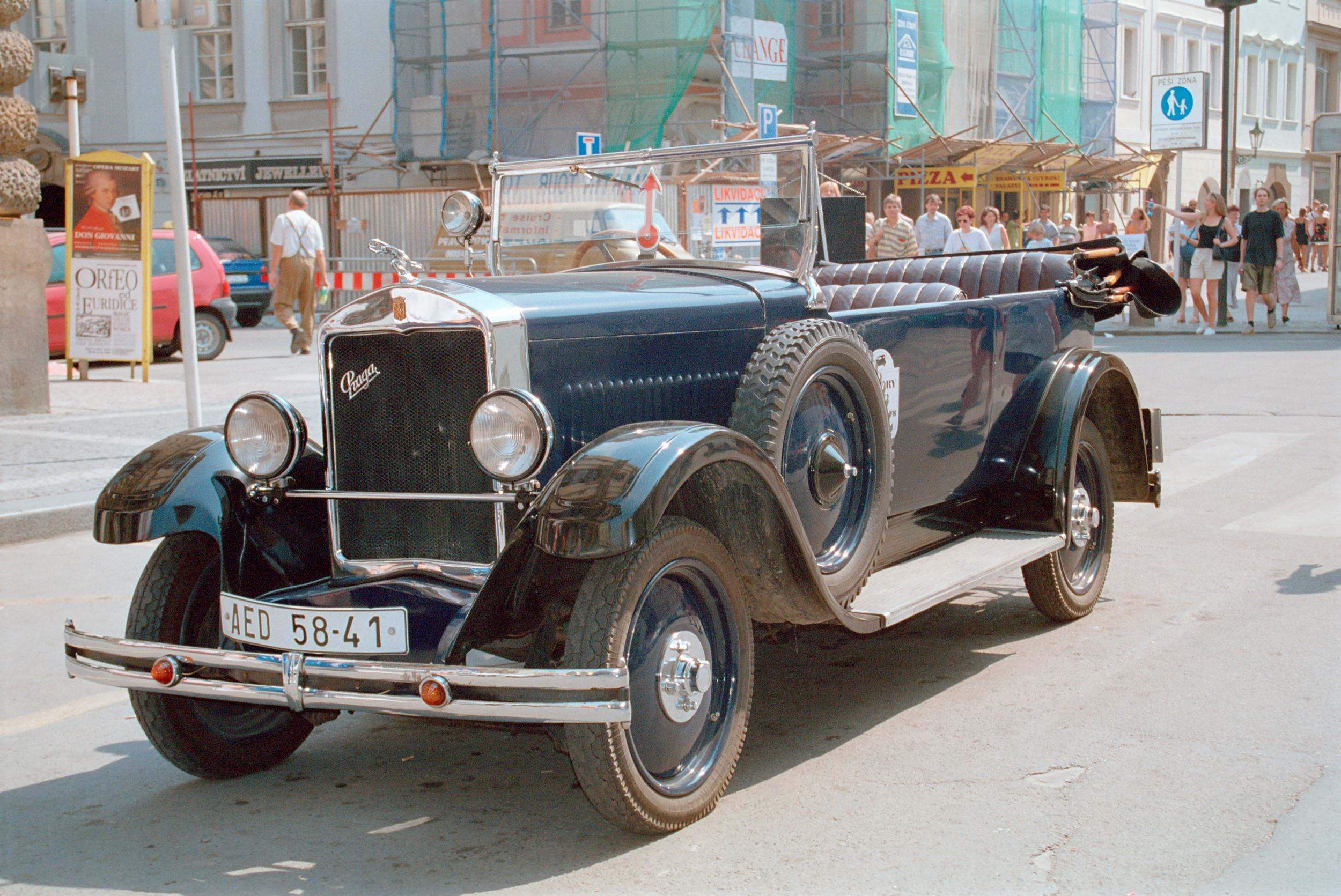
Praga Alfa, photographiert 1998 in Tschechien

1. und 2. Serie: Der wassergekühlte Vierzylindermotor hatte 60 mm Bohrung und 100 mm Hub, 1131 cm3 Hubraum und entwickelte 15 PS (11 kW) bei 2000/min. Das Getriebe hatte 4 Vorwärts- und einen Rückwärtsgang. Der Verbrauch lag bei 9,5 Litern Benzin und 0,5 l Öl auf 100 km. 1913 wurden 51 Stück sowie 1 Lieferwagen zum Listenpreis von 9300 österreichischen Kronen verkauft, dann unterband der Ausbruch des Ersten Weltkrieges zunächst die weitere Produktion.
Von 1914 bis 1919 soll Rába in Győr 12 Praga Alfa in Lizenz hergestellt haben.
3. bis 11. Serie: 2600 Stück von 1920 bis 1926. Der Hub wurde auf 110 mm erhöht (1244 cm3 Hubraum), der Motor leistete jetzt 19 PS (14 kW) bei 2400/min. Der Verbrauch betrug 10–11 Liter Benzin und 0,3 bis 0,5 Liter Öl auf 100 km. Das Auto kostete zwischen 49.000 und 62.000 Tschechoslowakische Kronen.
12. Serie: 1300 (oder 1800?) Stück 1928. Die Bohrung wurde auf 62 mm (1328 cm3 Hubraum) vergrößert, der Motor leistete jetzt 21 PS (15 kW) bei 2500/min. Der Verbrauch betrug 10,5 Liter Benzin und 0,3 Liter Öl auf 100 km. Der Preis stieg auf 54.000 bis 72.000 Kronen.
13. bis 16. Serie: 2000 Stück von 1927 bis 1929. Völlig neuer wassergekühlter Sechszylindermotor mit einer Bohrung von 60 und einem Hub von 88 mm, 1493 cm3 Hubraum und einer Leistung von 25 PS (18 kW) bei 3000/min. Der Verbrauch betrug 12,5 Liter Benzin auf 100 km, der Preis auf bis zu 74.000 Kronen. Der Alfa war jetzt vom Klein- zum Mittelklassewagen geworden. Der Bau derart kleiner Sechszylindermotoren war damals nichts Ungewöhnliches, wie Parallelbeispiele aus Deutschland (NSU 6/30 PS, Opel 7/34 PS), Frankreich (Renault Monasix), Großbritannien (Riley 14-6, Talbot 12/30) und Österreich (Steyr XII) zeigen. Hinzu kommt, dass die Zylindermaße die gleichen waren wie beim Typ Praga Piccolo (8.–19. Serie): Hierdurch wurde die Produktion etlicher Motorteile vereinheitlicht.
17. bis 21. Serie: 2000 Stück (oder 2500) von 1929 bis 1932. Bohrung × Hub jetzt 65 × 90 mm, 1792 cm3 Hubraum und einer Leistung von 36 PS (26 kW) bei 3300/min. Der Verbrauch betrug 12–14 Liter Benzin auf 100 km, der Preis sank auf im Schnitt etwa 64.000 Kronen.
22. bis 24. Serie: 1. Prototyp 1933, Serie ab 1937–39 insgesamt 205 Stück, weitere 100 Chassis 1942. Bohrung × Hub jetzt 75 × 94 mm (2492 cm3 Hubraum), Leistung 52 PS (38 kW), ab 1938 60 PS (44 kW) bei 3500/min. Der Wagen brauchte 16 Liter Benzin auf 100 km, der Preis lag bei etwa 69.000 Kronen.
Nachfolgend eine Übersicht über die technischen Daten der einzelnen Varianten:
| Typ               | Leermasse (kg) | Länge (m) | Breite (m) | Radstand (m) | Zylinderanzahl | Hubraum (cm³) | Motorleistung (PS) | Höchstgeschwindigkeit (km/h) |
| ----------------- | -------------- | --------- | ---------- | ------------ | -------------- | ------------- | ------------------ | ---------------------------- |
| 1. bis 2. Serie   | 505            | 3,545     | 1,40       | 2,65         | 4              | 1130          | 15                 | 55                           |
| 3. bis 7. Serie   | 630            | 3,80      | 1,42       | 3,35         | 4              | 1240          | 19                 | 70                           |
| 8. bis 11. Serie  | 630            | 3,90      | 1,42       | 3,35         | 4              | 1240          | 19,2               | 75                           |
| 12. Serie         | 680            | 3,90      | 1,46       | 2,70         | 4              | 1330          | 21,2               | 80                           |
| 13.–15. Serie     | 780            | 4,10      | 1,53       | 2,90         | 6              | 1496          | 25                 | 80                           |
| 16. Serie         | 800            | 4,10      | 1,53       | 2,90         | 6              | 1496          | 25–28              | 90                           |
| 17. bis 18. Serie | 860            | 4,10      | 1,53       | 2,90         | 6              | 1790          | 36                 | 90                           |
| 19.–20. Serie     | 915            | 4,10      | 1,53       | 2,90         | 6              | 1790          | 36                 | 90                           |
| 21. Serie         | 864–917        | 4,355     | 1,53       | 2,90–3,00    | 6              | 1790          | 36                 | 90                           |
| 23. Serie         | 1095           | 5,20      | 1,66       | 3,25         | 6              | 2492          | 60                 | 110                          |
| 24. Serie         | 1128           | 5,215     | 1,66       | 3,25         | 6              | 2492          | 60                 | 110                          |